# Наумов, Евгений Иванович (литературовед)
Евге́ний Ива́нович Нау́мов (14 марта 1909, Смоленск — 7 октября 1971, Ленинград) — советский литературовед и критик, доктор филологических наук (1955), профессор.

## Биография
Родился в семье служащего. Работал токарем на ленинградском заводе «Русский дизель». Член ВКП (б) с 1930 года. Окончил филологический факультет Ленинградского университета (1939). В 1942—1945 годах в эвакуации работал в Ташкентском обкоме ВКП(б). В послевоенные годы критиковал за «космополитизм» своего научного руководителя Г. А. Гуковского. С 1950 года преподавал на кафедре советской литературы Ленинградского университета, заведовал кафедрой, редактировал университетскую газету.
В 1955 году защитил докторскую диссертацию «М. Горький и литературное движение советской эпохи (1917—1936 гг.)». Работал главным редактором Ленинградского отделения издательства «Советский писатель». Член Союза писателей СССР.
Автор работ о советских писателях (Маяковский, Есенин, Горький, Фурманов). Литературный критик. Один из авторов базового учебника для 10 класса средней школы «Русская советская литература» (1959 — середина 1970-х гг.).
Похоронен на Комаровском кладбище.

## Отзывы
Литератор, редактор Борис Друян характеризовал Наумова, который был его научным руководителем в вузе: «В нашем ЛИТО обстановка была куда спокойнее благодаря Евгению Ивановичу Наумову, человеку мудрому, осторожному, твердому в своих убеждениях. <…> Лекции наш руководитель читал очень интересно, привлекал множество любопытнейших фактов, подробностей из жизни классиков советской литературы, не скрывая своих пристрастий и антипатий. Любимым его поэтом был Владимир Маяковский. Я не знаю, кто бы так страстно, как Наумов, мог читать стихи поэта революции. Позднее он с головой погрузился в изучение творчества Есенина. А вот Пастернака, Цветаеву он никак не мог принять. <…> Евгений Иванович не упускал случая цитировать строку: „Какое, милые, у нас тысячелетье на дворе?“ При этом интонационно подчеркивал, что вот, мол, поэт демонстративно не желает понять, где и в какое время он живёт. <…> Сформированный как личность советской эпохой, Евгений Иванович с трудом, но неуклонно менялся, принимал новое, непривычное, ощущая все, что несли в жизнь ветры перемен».

## Основные работы
- Маяковский в первые годы советской власти. 1917—1922 (1950 и 1955);
- Д. А. Фурманов (1951);
- Семинарий по Маяковскому (1950; 4-е изд. — 1963);
- А. Серафимович — Д. Фурманов (1957; совм. с Л. Гладковской);
- М. Горький в борьбе за идейность и мастерство советских писателей (1958);
- Сергей Есенин. Жизнь и творчество (1960 и 1965);
- Сергей Есенин: Личность. Творчество. Эпоха (1969 и 1973);
- О спорном и бесспорном. Сборник статей (1973 и 1979)